# Miss Italia nel mondo 2005
La quindicesima edizione di Miss Italia nel mondo si è svolta presso le Terme Berzieri di Salsomaggiore Terme il 29 giugno 2005 ed è stata condotta da Carlo Conti. Vincitrice del concorso è risultata essere la filippina Mara Morelli.

## Piazzamenti
| Risultato finale           | Concorrente                |
| -------------------------- | -------------------------- |
| Miss Italia nel mondo 2005 | - Filippine - Mara Morelli |
| 2ª classificata            | - Argentina - Laura Romero |

## Concorrenti[2]
01 Amazzonia - Joanna Gallo
02 Austria - Viktoria Berto
03 Colombia - Pierina Cossio
04 Malta - Leanne Zammit
05 Inghilterra - Daniella Alifree
06 Romania - Maria Alina Dudu
07 Polonia - Sabrina Meneghin
08 Bolivia - Karla Gianella
09 Stati Uniti - Mey-Ling Marani
10 Sudafrica - Angela Poggiolini
11 Paesi Bassi - Manon Baroni
12 Egitto - Saneia El Torki
13 Belgio - Vita Cuvello
14 Svizzera - Laetitia Lopez
15 Germania - Libera Basanisi
16 Australia - Olivia Della Martina
17 Paraguay - Daylen Vittone
18 Cuba - Suhame Miralles
19 Caraibi - Sahoni Camarena
20 Filippine - Mara Morelli
21 Principato di Monaco - Elodie Serra
22 Uruguay - Agostina Padula
23 Serbia e Montenegro - Danitta Autero Stanic
24 Tunisia - Selima Zanetti Colleoni
25 Benelux - Tiffany Duccini
26 Lussemburgo - Nadege Theobald
27 Francia - Gaelle Isabella
28 Repubblica Dominicana - Paula Agnes
29 Cipro - Sarah Papadopoullos
30 Argentina - Laura Romero
31 Sud America - Vanessa Oddone
32 Spagna - Jessica Ruggieri
33 Brasile - Genara Prescendo
34 Venezuela - Monica Pallotta
35 Etiopia - Giovanna Taha
36 Canada - Catherine Lot
37 Svezia - Valeria Orlacchio
38 Capo Verde - Beatrice Livigni
39 Perù - Antuanette Reano
40 Gran Bretagna - Luisa Mearns